# MechWarrior (серія відеоігор)
MechWarrior — назва серії комп'ютерних ігор, дія яких відбувається у всесвіті BattleTech, науково-фантастичному світі, вигаданому FASA Corporation. Розробкою першої частини гри займалась компанія Dynamix.

## Основна серія
- MechWarrior (1989); MechWarrior для Super Nintendo (1993)
- MechWarrior 2: 31st Century Combat, (1995); Персональний комп'ютер, Sega Saturn та Sony PlayStation, (1996)
  - MechWarrior 2: Ghost Bear's Legacy (доповнення до гри) (1995)
  - MechWarrior 2: Mercenaries (1996)
  - MechWarrior 2: BattlePack (1997)
  - MechWarrior 2: The Titanium Trilogy (1998)
  - MechWarrior 2: Mercenaries (Titanium Edition) (1998)
- MechWarrior 3 (1999); Персональний комп'ютер
  - MechWarrior 3: Pirate's Moon (доповнення до гри) (1999)
  - MechWarrior 3 (Gold Edition) (2002)
- MechWarrior 4: Vengeance (2000); Персональний комп'ютер
  - MechWarrior 4: Black Knight (доповнення до гри) (2001)
  - MechWarrior 4: Mercenaries (2002)
  - MechWarrior 4: Inner Sphere 'Mech Pak (доповнення до гри) (2002)
  - MechWarrior 4: Clan 'Mech Pak (доповнення до гри) (2002)
  - MechWarrior 4 Compilation (2004)
- MechWarrior 5: Mercenaries (перезавантаження серії)[1][2]
  - Розробник: Piranha Games / Smith & Tinker
  - Жанр: Action Simulation
  - Дата анонсу: 8 липня 2009
  - Дата виходу:
  - Платформа: Персональний комп'ютер, Xbox 360
- MECHWARRIOR ONLINE: LEGENDS[3]

## Інші ігри
- MechWarrior 3050 (1995), Super Nintendo и Sega Genesis (1994)
- MechCommander (1998)
- MechCommander: Desperate Measures (1999)
- MechCommander 2 (2001)
- MechAssault (2002), Xbox
- MechAssault 2: Lone Wolf (2004), Xbox
- MechAssault: Phantom War (2006), Nintendo DS
- Battletech: Firestorm — симулятор кабіни робота BattleMech (меха), створений Virtual World Entertainment.

## Ігри, створені шанувальниками серії
- MechWarrior Living Legends  (2008)[4] (мод до гри Crysis)
- Assault Tech 1 : Battletech  (2004)[5] (самостійна гра)
- Battlemech Hanger  (200?)[6] (мод до гри Battlefield 2142)